# Tondo (kunst)
Dit overzicht is mogelijk incompleet; u kunt helpen door het uit te breiden.

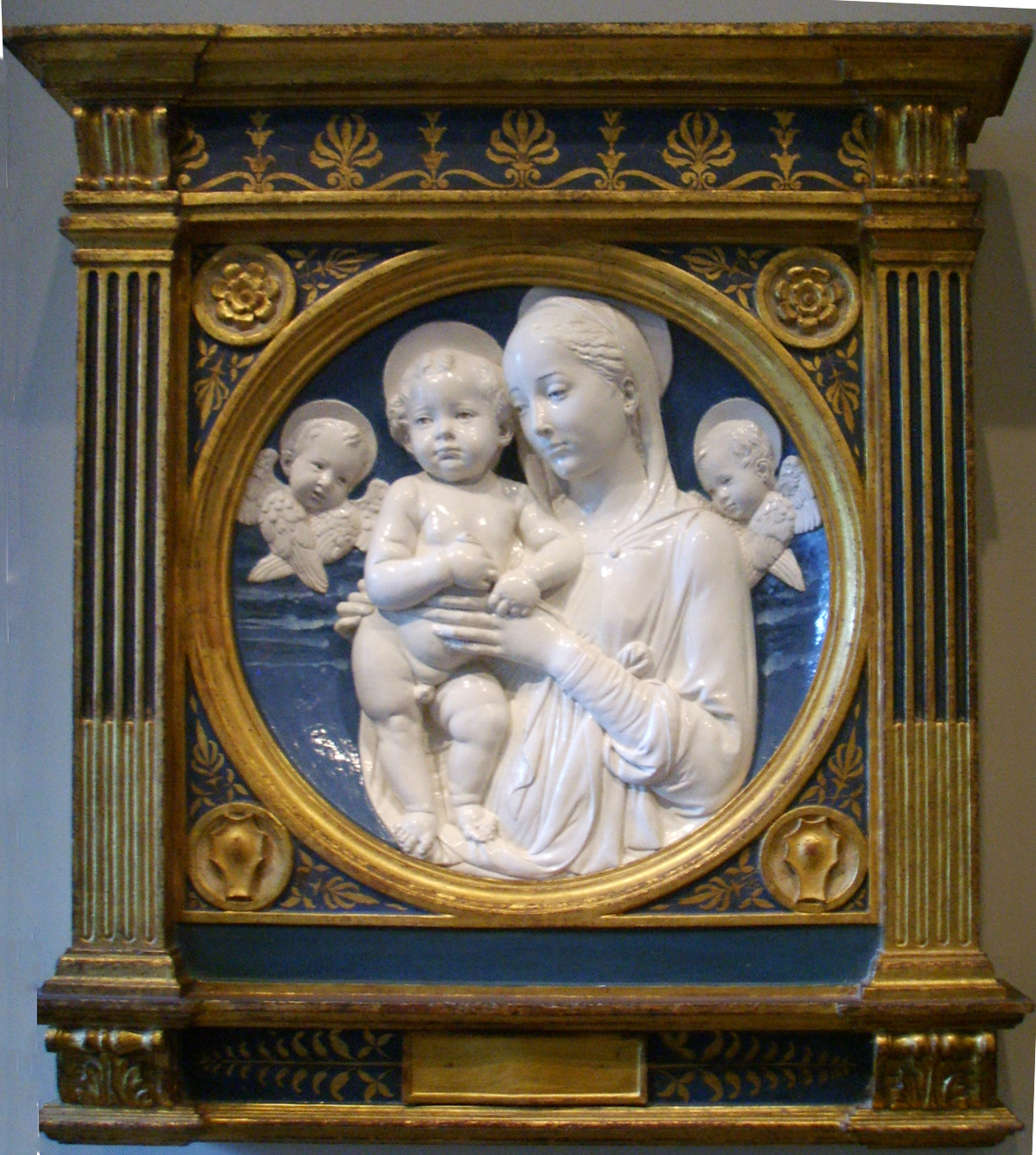
Tondo door Andrea della Robbia

Een tondo is een rond schilderij of reliëf. De naam komt van het Italiaanse woord rotondo, dat "rond" betekent.
Tondo's bestaan al sinds de Griekse oudheid, maar waren vooral geliefd bij kunstenaars uit de renaissance en bij de kubisten.
Een kenmerk van een tondo is dat de achtergrond vaak niet is opgevuld en geen rol speelt in het schilderij.

## Afbeeldingen

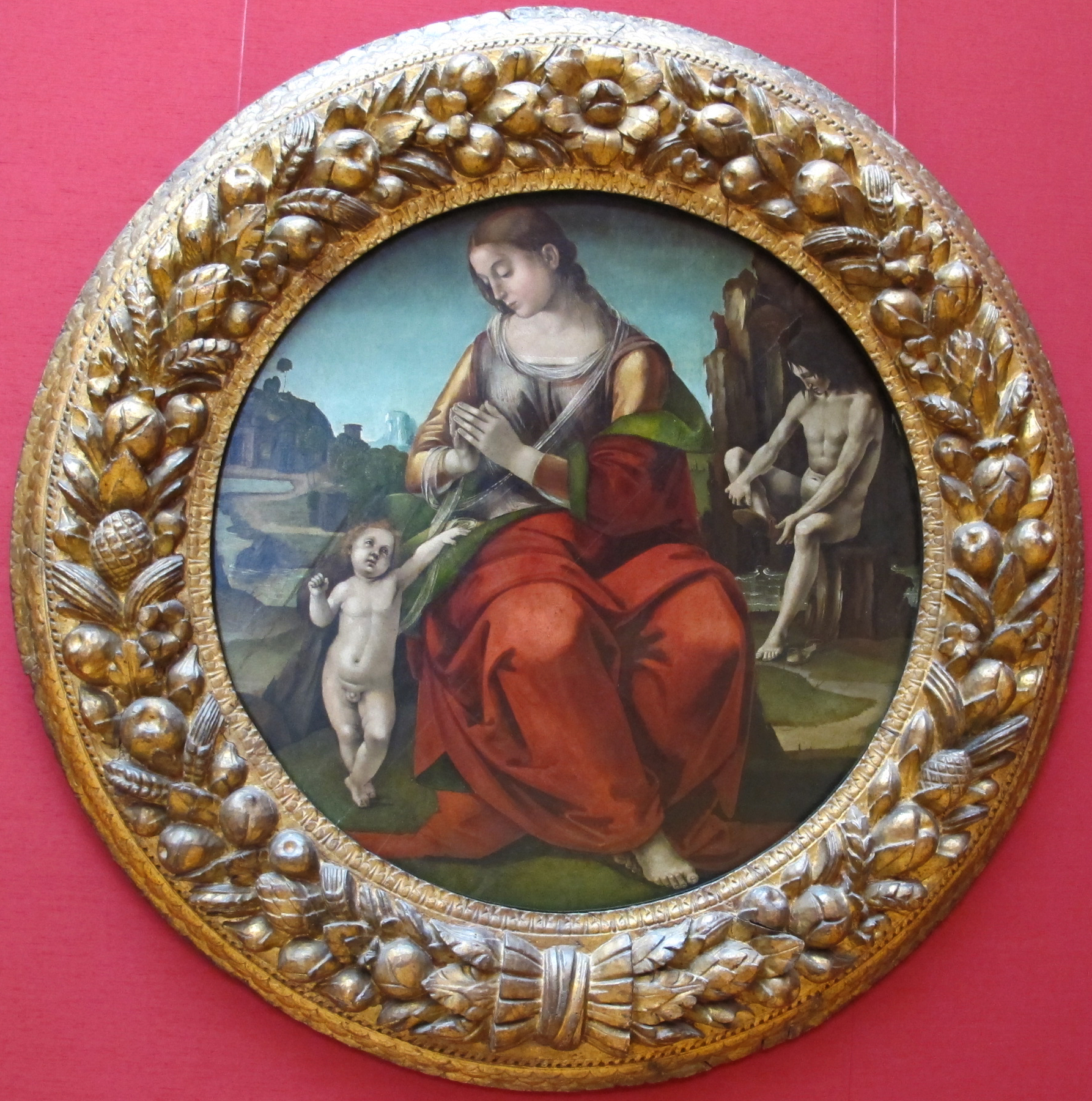
Luca Signorelli: Madonna met kind
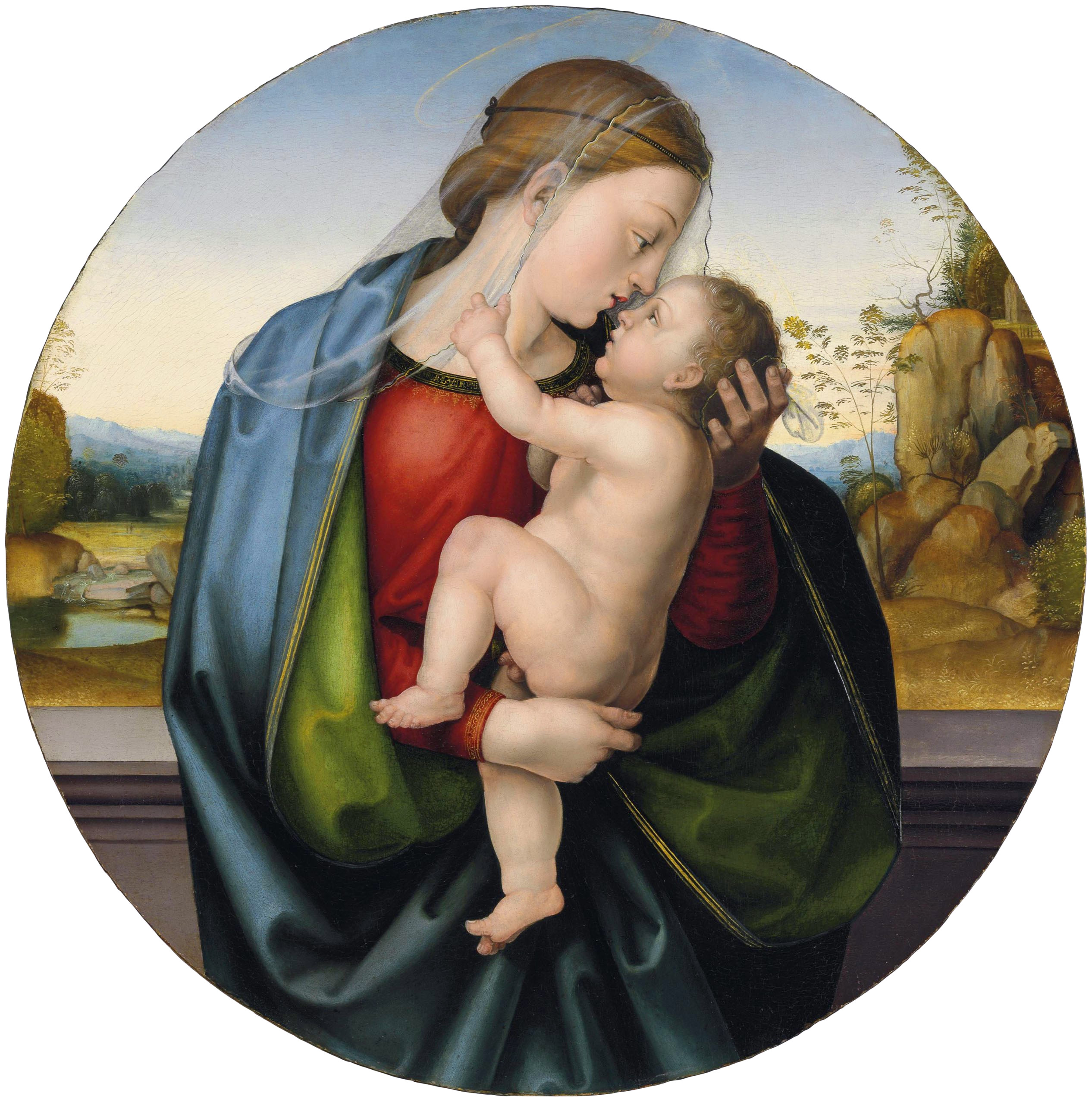
Fra Bartolommeo: Madonna met kind
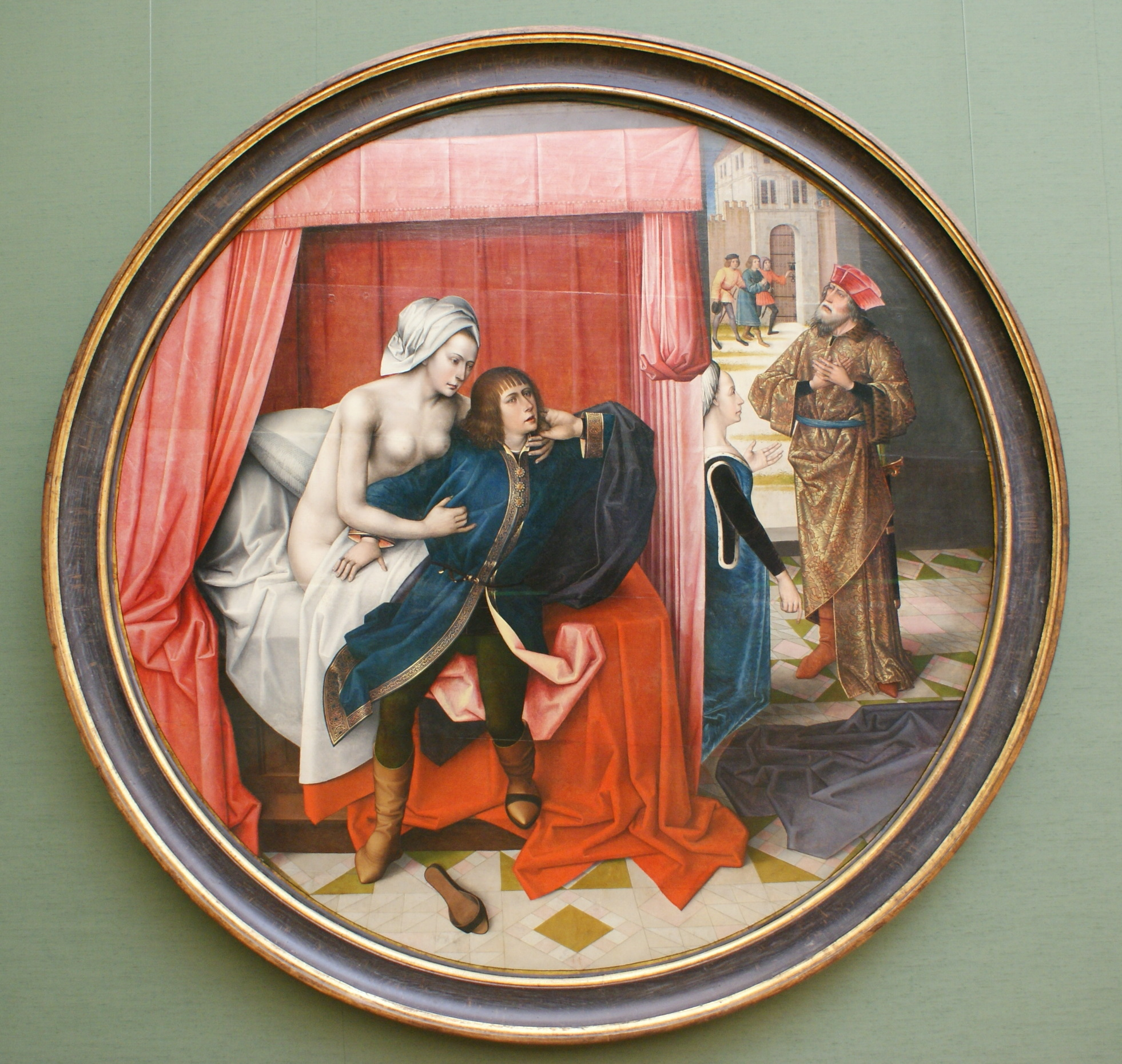
Meester van de Jozef-cyclus: Potifar en zijn vrouw
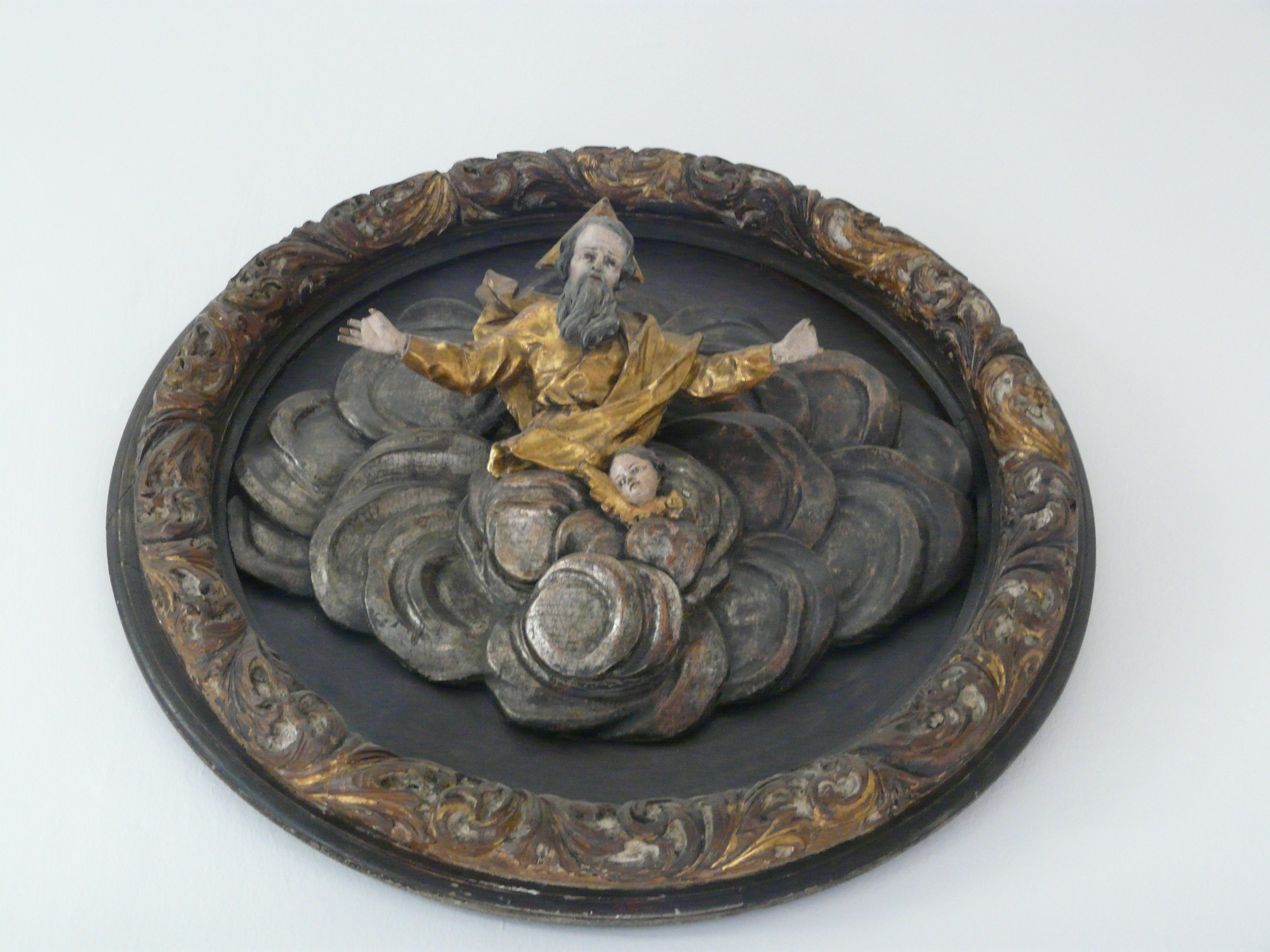
Reliëftondo uit Toruń
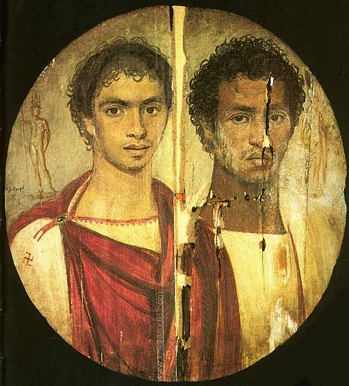
Egyptische tondo, over het algemeen staat deze bekend als Tonde van twee broers